# Jacobus H. Kann

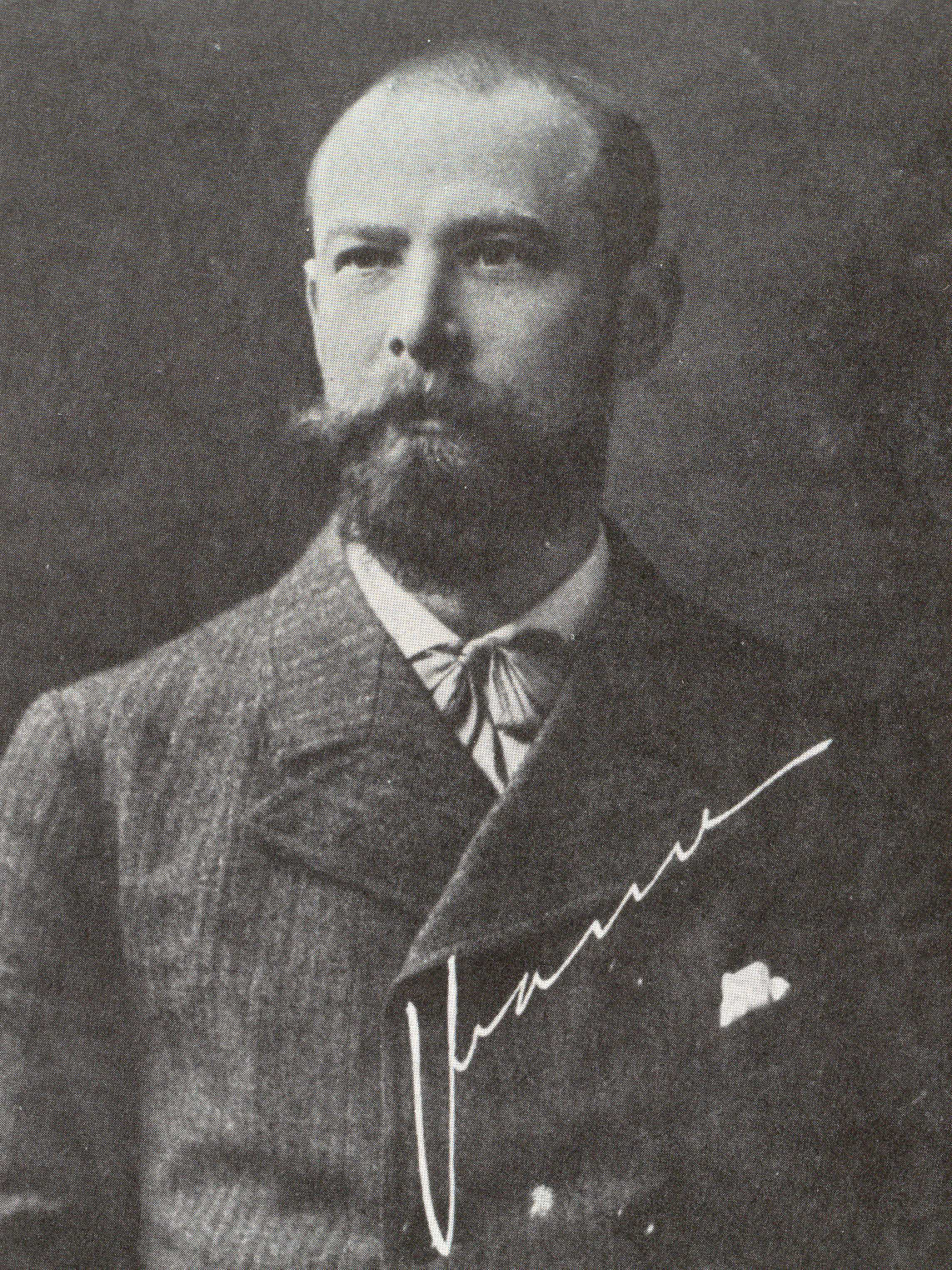
Jacobus Kann

Jacobus Henricus Kann (auch Jakobus H. Kann; * 12. Juli 1872 in Den Haag; † 7. Oktober 1944 im KZ Theresienstadt) war holländisch-jüdischer Bankier und zionistischer Politiker, Partner der Firma Lissa und Kann in Den Haag, einer der bedeutendsten Finanzleute Hollands seiner Zeit und Freund David Wolffsohns. Er war verheiratet und hatte zwei Kinder.
Kann war einer der ersten Anhänger Theodor Herzls in Holland und war führend beteiligt an der schwierigen Gründung der Jüdischen Kolonialbank (vgl.: Bank Leʾumi; Zionistenkongresse).
Herzl plante unter anderem, dass Kann Teilnehmer der Delegation zu Kaiser Wilhelm II. auf dessen Palästinareise (1898) sein sollte. Kann sagte jedoch ab.
Kann war Mitbegründer der ersten holländischen Zionistenorganisation und von 1905 bis 1911 Mitglied des Engeren, 1905–1918 Mitglied des Erweiterten zionistischen Aktionskomitees. Er geriet mit Herzl in heftige Auseinandersetzungen über Fragen der Leitung der Bank, trat am 3. Mai 1900 von der Leitung zurück bzw. wurde von Herzl entmachtet, bevor Kann öffentlichkeitswirksam demissionieren konnte; dann folgte aber doch noch ein öffentlicher Schlagabtausch in der Presse.
1907 besuchte Kann Palästina und veröffentlichte unter dem Titel Erez Israel (Berlin 1909) seine Reiseeindrücke. Nach dem Krieg kam es zu Meinungsverschiedenheiten über die anzustrebende Art und Weise der Palästinakolonisation. Er beendete deshalb seine aktive zionistische Tätigkeit und trat dann auch später als Direktor des Jewish Colonial Trust sowie der Anglo Palestine Company zurück. Kann war zwischen 1902 und 1924 Vizepräsident des JCT.
Für einige Jahre übersiedelte er nach Palästina und war 1923–1927 niederländischer Konsul in Jerusalem. Anschließend kehrte er nach Den Haag zurück.
Kann kam 1944 im KZ Theresienstadt ums Leben; seine Frau, seine beiden Brüder und sein Sohn kamen ebenfalls um.